# Юзефув-над-Віслою (гміна)
Гміна Юзефув-над-Віслою (пол. Gmina Józefów nad Wisłą) — місько-сільська гміна у східній Польщі. Належить до Опольського повіту Люблінського воєводства.
Станом на 31 грудня 2011 у гміні проживало 6943 особи.

## Площа
Згідно з даними за 2007 рік площа гміни становила 141.56 км², у тому числі:
- орні землі: 68.00%
- ліси: 22.00%

Таким чином, площа гміни становить 17.60% площі повіту.

## Населення
Станом на 31 грудня 2011:
| Опис     | Загалом | Загалом | Чоловіки | Чоловіки | Жінки | Жінки |
| -------- | ------- | ------- | -------- | -------- | ----- | ----- |
| одиниця  | осіб    | %       | осіб     | %        | осіб  | %     |
| все      | 6943    | 100     | 3404     | 49.03    | 3539  | 50.97 |
| міське   | 0       | 100     | 0        |          | 0     |       |
| сільське | 6943    | 100     | 3404     | 49.03    | 3539  | 50.97 |

## Сусідні гміни
Гміна Юзефув-над-Віслою межує з такими гмінами: Аннополь, Дзешковіце, Лазіська, Ополе-Любельське, Солець-над-Віслою, Тарлув, Ужендув.